# Николай (Шкрумко)
Митрополи́т Никола́й (в миру Николай Яковлевич Шкрумко; 22 мая 1927, село Кизя, Каменец-Подольский район, Хмельницкая область, УССР — 3 июня 2015) — архиерей Русской православной церкви, бывший митрополит Ижевский и Удмуртский (1993—2015).
Тезоименитство — 27 июля (9 августа) (Блаженного Николая Кочанова, Христа ради юродивого).

## Биография
Родился в селе Кизя в Польше (ныне Каменец-Подольский район, Украина). По окончании школы прислуживал в Вознесенском храме в родном селе.
22 марта 1948 года был арестован и как сын депортированных родителей-украинцев сослан на восемь лет в Карело-Финскую ССР, где работал в леспромхозах (станция Энозеро, Печная Губа, станция Амбарная) и на слюдяных разработках (станция Чупа, рудник Вуат-Варовка). Освобождён досрочно в 1953 году. Последний год перед освобождением работал слесарем на строительстве МВД города Петрозаводска.
С 1953 года был чтецом, певцом и иподиаконом в Крестовоздвиженском соборе в городе Петрозаводске (Олонецкая епархия); в том же году поступил в Ленинградскую духовную семинарию.
13 ноября 1954 года принял монашеский постриг с наречением имени Николай, в честь блаженного Николая Кочанова, Новгородского.
21 ноября 1954 года рукоположён во иеродиакона митрополитом Ленинградским и Новгородским Григорием (Чуковым) к храму святых апостолов Петра и Павла в городе Валдае (Новгородская епархия).
С 1956 по 1960 год служил на приходах Калининской епархии; с 1960 по 1968 год — в Преображенском кафедральном соборе в городе Иванове; с 1966 по 1968 год исполнял обязанности секретаря Ивановского епархиального управления.
11 мая 1969 года епископом Тульским и Белёвским Ювеналием (Поярковым) рукоположён во иеромонаха с назначением во Всехсвятский кафедральный собор в городе Туле.
В 1970 году заочно окончил Московскую духовную семинарию; в 1973 — Московскую духовную академию с присуждением учёной степени кандидата богословия за сочинение по кафедре церковного права «Профессор В. Н. Бенешевич и его труды по церковному праву».
13 февраля 1973 года определением патриарха Пимена и Священного синода назначен членом Русской духовной миссии в Иерусалиме, 26 декабря 1974 года — заместителем начальника миссии и возведён в сан игумена, 22 июля 1977 года — начальником Русской духовной миссии в Иерусалиме с возведением в сан архимандрита. 16 июля 1982 года освобождён от должности начальника Русской Духовной Миссии в Иерусалиме
В 1982—1985 — наместник Почаевской лавры (Тернопольская область).

### Архиерейство
26 июня 1985 года решением Священного Синода РПЦ ему определено быть епископом Звенигородским, викарием Московской епархии, представителем патриарха Московского и всея Руси при патриархе Антиохийском и всего Востока в Дамаске.
21 июля 1985 года в Богоявленском соборе Москвы хиротонисан во епископа Звенигородского. Хиротонию совершили: патриарх Московский и всея Руси Пимен, митрополит Таллинский и Эстонский Алексий (Ридигер), митрополит Крутицкий и Коломенский Ювеналий (Поярков), митрополит Калининский и Кашинский Алексий (Коноплёв), митрополит Ростовский и Новочеркасский Владимир (Сабодан), архиепископ Волоколамский Питирим (Нечаев), архиепископ Зарайский Иов (Тывонюк), архиепископ Воронежский и Липецкий Мефодий (Немцов), епископ Солнечногорский Сергий (Фомин).
23 марта 1987 года решением Священного Синода РПЦ назначен епископом Орехово-Зуевским, управляющий Патриаршими приходами в Канаде.
20 мая 1987 года был возведён в сан архиепископа.
31 января 1991 года назначен архиепископом Владивостокским и Приморским. В то время в Приморском крае действовало всего несколько храмов, среди которых были Покровский в Уссурийске, Рождества Богородицы в Партизанске, Нерукотворенного Образа Спасителя в Дальнереченске, Преображенский в Спасске. Во Владивостоке был один действующий храм — Свято-Никольский на улице Махалина.
12 августа 1992 года был уволен на покой по состоянию здоровья.
С 25 марта 1993 года — архиепископ Ижевский и Удмуртский. Занялся поиском тайного захоронения своего предшественника на Ижевской кафедре — архиепископа Ювеналия (Килина) († 28 декабря 1958), для чего начал ремонт Троицкого собора; в начале мая 2003 года объявил о нетленности обретённых мощей его.
25 февраля 2007 года указом патриарха Алексия II возведён в сан митрополита.
В июне 2008 года не прибыл на Архиерейский собор Русской православной церкви по болезни.
Решением Священного синода от 5 мая 2015 года почислен на покой с выражением благодарности «за 22-летнее архипастырское окормление Удмуртии, которое отмечено учреждением новых епархий, многократным увеличением числа приходов, открытием монастырей…».
Скончался утром 3 июня 2015 года в 11:40 в городской больнице № 6 в Ижевске на 89-м году жизни. Погребен 6 июня на территории Александро-Невского кафедрального собора в Ижевске.

## Награды

### Церковные
Русской православной церкви
- Орден преподобного Сергия Радонежского I[13] и II степени
- Орден святого равноапостольного великого князя Владимира II степени
- Орден святого благоверного князя Даниила Московского II степени
- Орден преподобного Серафима Саровского II степени[14]

Иных поместных православных церквей
- Иерусалимского Патриархата Святогробский Крест всех 3-х степеней, медаль в честь 1500-летия Иерусалимской Патриархии
- Антиохийского Патриархата Орден святого апостола Павла 1-й степени, орден Гор Ливанских 2-х степеней
- Александрийского Патриархата, Синайской Архиепископии, Элладской Православной Церкви орден святого апостола Павла 1-й степени, золотая медаль святого апостола Павла 1-й степени
- Болгарской Православной Церкви — орден святых равноапостольных Кирилла и Мефодия

### Светские
- Орден Почёта (2000) — за большой вклад в укрепление гражданского мира и возрождение духовно-нравственных традиций[15]
- Почётный гражданин Удмуртской Республики (2012)